# Sankt Johann am Wimberg
Sankt Johann am Wimberg település Ausztriában, Felső-Ausztria tartományban, a Rohrbachi járásban, területe 19,77 km².

## Fekvése
Tengerszint feletti magassága 720 méter. Sankt Johann am Wimberg Helfenberg, Sankt Veit im Mühlkreis, Niederwaldkirchen, Sankt Ulrich im Mühlkreis és Sankt Peter am Wimberg településekkel határos.

## Népesség
Lakosainak száma 1029 fő (2018. január 1.).